# 산타루시아 (베네수엘라)
산타루시아(스페인어: Santa Lucía)는 베네수엘라 미란다주의 도시로 파스카스티요 시의 행정 중심지이며 면적은 478km2, 높이는 150m, 인구는 42,803명(2005년 기준)이다. 1621년 2월 10일에 설립되었다.